# Браун, Клео
Клеопатра Браун (англ. Cleopatra Brown; Пустой шаблон {{ВД-Преамбула}} ), известная как Клео Браун, К. Патра Браун или Клео Патра Браун, — блюзовая и джазовая вокалистка и пианистка. Она стала первой женщиной-инструменталисткой, получившей премию Мастер джаза Национального фонда искусств.

## Биография
Хотя местом рождения Браун был указан Меридиан, Миссисипи, в интервью 1986 года, опубликованном в The New Yorker, Браун рассказала У. Баллиетту, что родилась в Де-Калбе, Миссисипи, незадолго до того, как её отец стал пастором в Меридиане. В детстве она играла на пианино в баптистской церкви. В 1919 году её семья переехала в Чикаго, и она начала учиться игре на фортепиано у своего брата, который работал с «Пайн Топ» Смитом и играл буги-вуги на танцах. Примерно с 1923 года она выступала в водевиле, а также давала концерты в клубах. В 1935 году она заменила Фэтса Уоллера на посту пианиста на нью-йоркской радиостанции WABC.
С 1930-х по 1950-е годы она регулярно гастролировала по Соединённым Штатам, записываясь для Decca Records (среди прочих лейблов) и выпуская множество юмористических и ироничных записей. Её фортепианную игру в стиле страйд часто сравнивали с игрой Фэтса Уоллера, и считается, что она оказала влияние на Дейва Брубека, который играл в перерывах между её выступлениями, и Мэриэн Макпартлэнд.
Браун начала уклоняться от исполнения сальных блюзовых песен из-за своих углубляющихся религиозных убеждений, и в 1953 году она приняла крещение, ушла из музыки и в 1959 году стала медсестрой. В джазовых биографиях ее часто считали умершей из-за того, что она не занималась музыкой. Песня «Sweet Cleo Brown» была записана Брубеком в память о ней.
С середины 1970-х до 1981 года она выступала под именем К. Патра Браун на радиошоу в Денвере, штат Колорадо. Она заменила буги-вуги на более медленную, вдохновляющую музыку. Она снова начала записываться и выступать на Национальном общественном радио.
Она родила сына Мэтью и стала бабушкой четверых внуков. Умерла 15 апреля 1995 года в Денвере, Колорадо.

## Дискография
- Living in the Afterglow (1989)